# チングルマ
チングルマ（珍車・稚児車、学名: Sieversia pentapetala）は、バラ科チングルマ属（Sieversia）またはダイコンソウ属（Geum）の落葉小低木の高山植物・花である。ダイコンソウ属に分類するかチングルマ属に分類する説もあり、未確定。別名としてイワグルマ、チョウカイチングルマ。

## 概要
東日本（北海道～中部地方以北）、樺太、アリューシャン列島、カムチャツカ半島に分布する。高山の雪渓周辺の多湿地に生える。高さは10cm程度。枝は地面を這い、群落を作る。葉は羽状複葉。花期は6から8月。花茎の先に3cmほどの白い五弁花を1つ咲かせ、多数の黄色い雌しべと雄しべがある。花後、花柱は伸びて放射状に広がる。果実は痩果。秋には紅葉し、ふつう赤色、しばしば橙色から黄色に色づく。和名のチングルマは、この実の形が子供の風車（かざぐるま）に見えたことから稚児車（ちごくるま）から転じて付けられた。
大雪山旭岳周辺の登山道沿いに数百mも続く大群落が有名である。タテヤマチングルマは薄いピングがかっている。田中澄江が『花の百名山』の著書で、黒部五郎岳を代表する高山植物のひとつとして紹介した。また『新・花の百名山』で、鹿島槍ヶ岳を代表する高山植物として、シナノキンバイ、オヤマノエンドウ、タカネミミナグサと共に紹介した。
富山県にはこの花にちなんだ「ちんぐるま」という名の和菓子がある。
現在では、流通量こそ少ない物の、園芸植物としての流通も一部で見られ、山野草を好む愛好家を中心に一般家庭にも若干の普及が見られる。

## 関連画像
| 花 2003年8月・蝶ヶ岳 | 実 2008年7月・空木岳 | 葉 2008年7月・空木岳 | 群生 2003年8月・蝶ヶ岳 | 群生 タテヤマチングルマ 2012年8月・立山 |
| -------------------- | -------------------- | -------------------- | ---------------------- | --------------------------------------- |
|                      |                      |                      |                        |                                         |